# Eburodacrys lancinata
Eburodacrys lancinata es una especie de escarabajo longicornio del género Eburodacrys, tribu Eburiini, subfamilia Cerambycinae. Fue descrita científicamente por Napp & Martins en 1980.

## Descripción
Mide 14,7-16,9 milímetros de longitud.

## Distribución
Se distribuye por Brasil.